# Slaveri i Rashidunkalifatet
|  | Expansion under Profeten Mohammed, 622–632 |

|  | Expansion under de fyra rättfärdiga kaliferna, 632–661 |

|  | Expansion under det umayyadiska kalifatet, 661–750 |

Slaveri spelade en viktig social och kulturell roll i Rashidunkalifatet mellan 632 och 661, som var den period när det muslimska kalifatet etablerades och den islamiska erövringen expanderade utanför den arabiska halvön. 
Slavhandeln i Rashidunkalifatet utvecklades parallellt med den militära expansionen, då krigsfångar och civila ur besegrade folk förslavades och slavar krävdes i tribut och skatt från besegrade folk. Under Rashidunkalifatet sattes de regler den islamiska lagen skapade för slaveriet i system i stor skala, och lade grunden för slaveriet som det skulle komma att se ut under dess efterträdare, Umayyadkalifatet.

## Bakgrund
Slaveriet organiserade sig enligt islamisk lag och Muhammeds exempel. Muhammed hade utöver elva hustrur åtminstone två slavkonkubiner, Maria och Rayhana bint Zayd. En av hans elva hustrur, Safiya bint Huayy, var också tillfälligt hans slavkonkubin innan han gifte sig med henne. 
Ytterligare två slavkonkubiner nämns utan att deras namn uppges. Abu ‘Ubaydah uppgav: "Han hade fyra (konkubiner): Mariyah, som var mor till hans son Ibraaheem; Rayhaanah; ytterligare en vacker slavkvinna som han anskaffade som krigsfånge; och en slavflicka som hade givits honom av Zaynab bint Jahsh."
Muhammed fick tre slavar i gåva från Egypten: systrarna Sirin bint Shamun och Maria, av vilka han gav bort Sirin och behöll Maria som konkubin, och en eunuck, Mabur, som troligen var samma eunuck som senare var tjänare till hans konkubin Maria.
Muhammed hade fyra tre namngivna manliga slavar: Maysara under sitt äktenskap med Khadijja och fick ytterligare en manlig slav, Zayd, i gåva av Khadija, som han sedan frigav, som den manliga slav Aba Raf'i, som nämns då han följde med Aisha mellan Mecka och Medina. 
Han ägde fyra namngivna kvinnliga slavar utöver sina tre konkubiner: Salma, som fungerade som barnmorska till hans hustrur och döttrar; Um Ayyash, Maymona bt. Sa'd, och hans gamla barnsköterska Um Ayman. 
Utöver hans tydligt namngivna slavar hade han också andra inte närmare beskrivna slavar: Anwar Hekmat nämner att Muhammed vid sin död ägde fjorton både manliga och kvinnliga slavar.
Det fanns en viss etnisk hierarki. Muhammed själv köpte en vit slav genom för ett pris på två svarta slavar: "A slave came and pledged to the Prophet to emigrate, and the Prophet did not realize that he was a slave. Then his master came looking for him. The Prophet said: 'Sell him to me,' and he bought him for two black slaves. Then he did not accept the pledge from anyone until he asked: 'Is he a slave?"'
Slaveriet i Rashidunkalifatet byggde främst på en handel med krigsfångar som togs under den första etappen av den islamiska expansionen och som enligt religionens bud ansågs legitima att förslava, även om en vissa kommersiell slavhandel med personer som tillfångatagits av slavhandlare också förekom.

## Slavhandel
Slavhandeln i kalifatet byggde på en kombination av förslavande av krigsfångar, tributer och beskattning i form av slavar, i parallell med kommersiell slavhandel som hade börjat redan under förislamisk tid.  

### Krigsfångar
Förslavande av krigsfångar var en uråldrig sedvänja som fanns i de flesta kulturer, och som inkluderades i islamisk lag och därmed legitimerades religiöst. 
Under Rashidunkalifatet påbörjades den militära expansionen som byggde ett imperium utanför den arabiska halvön: i öster mot Persien; och i väster mot Palestina, Syrien Egypten. 
Den militära expansionen föregick parallellt med en massiv slavhandel knuten till krigföringen, där icke-muslimska krigsfångar dödades eller gjordes till slavar. Enligt islamisk lag betraktades icke-muslimer från icke-muslimska länder som kafir från dar al-harb och därmed legitima för muslimer att förslava. 

#### Levanten
En samtida kristen beskrivning från den islamiska erövringen av Levanten beskrev de muslimska erövrarnas förslavande av samtida kristna civila (i engelsk översättning): 
"They take the wife away from her husband and slay him like a sheep. They throw the babe from her mother and drive her into slavery; the child calls out from the ground and the mother hears, yet what is she to do?...They separate the children from the mother like the soul from within the body, and she watches as they divide her loved ones from off her lap, two of them go to two owners, herself to another ... Her children cry out in lament, their eyes hot with tears. She turns to her loved ones, milk pouring forth from her breast: "Go in peace, my darlings, and may God accompany you." 
Efter Caesarea Maritimas fall 641 sändes 4000 "huvuden" (slavar) till kalif Umar i Medina och delades ut mellan Ansars föräldralösa; slavarna samlades för inventering på Jurd-slätten, som brukade användas för att ansamla Medinas trupper, och torde ha rymt tusentals människor.
Kalif Abu Bakr hade gett två flickor tagna under erövringarna som slavinnor till två döttrar till en av Muhammeds följeslagare; dessa ersattes av kalif Umar med två flickor från slavarna från Caesarea eftersom de förra två hade dött. 
En del litterära pojkar från Caesarea behölls för att användas som sekreterare inom den nya statsapparaten, eftersom det rådde brist på läs- och skrivkunniga personer.
Den judiska konvertiten Abdallah ibn Salam var känd för att medla mellan den judiska exilarken och muslimer i friköpandet av judiska fångar sedan de tagits som slavar under erövringarna, och fick påminna exilarken om Torans ord att de var skyldiga att friköpa även kvinnor, sedan de hade varit tveksamma att köpa tillbaka våldtäktsoffer.

### Mänskliga tributer
Slavar kunde komma från tributer. Detta syftar på slavar som levererades efter avtal mellan ett folk som lidit nederlag och sedan enligt avtal förbundit sig att utlämna människor som mänskliga tributer som en form av beskattning. 

#### Baqt
En permanent tillförsel av slavar kom från nuvarande Sudan via den tribut på 400 slavar som på kalifatets begäran varje år erlades av det kristna Kungariket Dongola, en avtal känd som baqt, som slöts 650 och som fortsatte till 1300-talet. 

### Kommersiell slavhandel
Kommersiell slavhandel syftar på slavar som köptes av professionella slavhandlare. 

#### Slavhandeln på Röda havet
Före islam tycks en stor del av slavarna på den arabiska halvön ha utgjorts av inhemska krigsfångar, som tillfångatogs av andra arabiska stammar under de ständiga arabiska stamkrigen. Det förekom även en kommersiell handel med slavar som importerades från Afrika över Röda havet till den arabiska halvön, en handel som pågick sedan åtminstone första århundradet och som fortsatte även efter uppkomsten av islam.
Islam hade förbjudit att muslimer tog andra muslimer som slavar, vilket gjorde att förslavandet av andra araber minskade sedan den arabiska halvön övergått till islam och samtidigt gjorde att slavhandeln över Röda havet växte. Slavhandeln på Röda havet avslutades inte förrän på 1960-talet.

## Slavmarknad
Under Rashidunkalifatet förde den arabiska eliten fortfarande en delvis nomadisk livsstil i den arabiska halvön, med centrum i Mecka och Medina. 
Kalif Umar ibn al-Khattab (636-644) sålde en grupp på vad kan ha varit tusentals slavar till två framstående Qurashis.
Kalif Ali ibn Abi Talib (656-661) brukade frige slavar på villkor att de kvarstannade som arbetare på hans gods i sex år efter frigivningen.

### Kvinnliga slavar
Slavinnor kunde delas upp i kategorierna  jariya eller jawari (även kallad ama och khadima), arbetade som tjänare och kunde delas sexuellt med andra män; en mahziyya var en jariya som användes exklusivt som konkubin och kunde kosta tusentals dirham; en slavinna som fött ett barn som hennes ägare erkände som sitt, blev en um walad som inte längre kunde säljas men dock förblev sin befintliga ägare slav; en qina eller qiyan var en slavinna som utbildats till underhållare inom sång, musik, poesi, dans, recitation, och var en mycket dyr kategori.
Kvinnliga slavar var mycket synliga eftersom de inte tilläts klä sig på samma sätt som fria muslimska kvinnor. Enligt islamisk lag tvingades en fri muslimsk kvinna täcka hela sin kropp utom ansikte och händer för att dölja sin awra (sexuellt provokativa områden) och undvika sexuella trakasserier genom att bli identifierad som en fri kvinna. 
Kvinnliga slavars awrah definierades dock endast som området mellan navel och knä, vilket innebar att de inte fick bära hijab och kunde visas med bar överkropp.
Umar ibn al-Khattab, kalif 634-644, uppges ha utfärdat tillstånd för män att röra vid slavinnors kroppar på slavmarknaden. Han ska själv omvittnat ha gjort detta. 
Ett samtida vittne beskrev hur kalif Umar regelbundet besökte slavmarknaden: "Nafe’e uppgav att närhelst Ibn Umar ville ha en slavflicka, brukade han inspektera henne genom att analysera hennes ben och placera sina händer på hennes bröst och skinkor".
En specifik scen beskrev Umar på slavmarknaden: "Mujahid sade: ‘Jag gick med ibn Umar på en slavmarknad, där han såg några slavhandlare som stod samlade runt en slavflicka och kysste henne, och när de såg ibn Umar, upphörde de och sade ‘Ibn Umar har anlänt’. När ibn Umar gick närmare slavflickan, rörde han vid delar av hennes kropp och sade sedan: ‘Vem är ägare av den här slavflickan, hon är bara en vara!’ 
Anas ibn Malik uppgav att Umar ibn al-Khattab lät sina slavinnor servera hans manliga gäster barhuvade, med nakna bröst och nakna smalben.
Umar ibn al-Khattab uppges vid ett tillfälle ha sett en slavinna bära en slöja, och då attackerat henne och förbjudit henne att imitera fria kvinnor genom att bära hijab.

#### Sexuellt slaveri: konkubiner
Manliga muslimer fick veta att de hade rätt att ha sex med kvinnliga fångar (slavar), i engelsk översättning: "those men who guard their genitals, except with their wives and those whom their right hands possess, for then there is no blame" (Quran 23:6), vilket gav män rätten att ha sex med sina hustrur samt med kvinnliga slavar.  
Medan män hade rätt till sex med både hustrur och slavinnor, definierade islams lag ingen skillnad i legitimitet mellan en mans barn med sin hustru och hans (erkända) barn med en slavinna; följden av tystnaden blev att om en man erkände sitt barn med en slavinna definierades inte barnet som utomäktenskapligt.
Haremsinstitutionen utvecklades, med många kvinnor som togs tillfånga och förslavades under krigstågen och därefter placerades i haremen i sexuellt slaveri som konkubiner. Denna form av slaveri hade alltid förekommit, men expanderat kraftigt med den Islamiska erövringen av Persien 651. Seden att använda eunucker som tjänare och vakter i harem har en förebild i Muhammeds eget liv, då använde eunucken Mabur som tjänare till sin konkubin Maria al-Qibtiyya (båda var slavar: han hade fått båda som gåvor från Egypten).

### Manliga slavar
I kalifatet var kvinnliga slavar betydligt mer prioriterade än manliga. Samtidigt förekom dock militärt slaveri redan under denna tid, och skulle komma att växa ytterligare under nästa kalifat. 
Eunucker tillhörde en annan kategori manliga slavar som kom att bli allt vanligare parallellt med utvecklingen av haremsystemet. 
Manliga slavar sända till Arabien sysselsattes med att arbeta på godsen, gräva underjordiska bevattningskanaler och andra grovarbeten, och tusentals manliga slavar sändes som grovarbetare till arabiska halvön under erövringarna så kristna och judiska samhällen tömdes på unga män.

#### Militärt slaveri
Slavsoldater var ett fenomen som hade förekommit sedan antiken, men som aldrig hade spelat någon större roll i Medelhavsområdet. Det var först under islam som fenomenet militärt slaveri kom att spela en allt större roll, med större antal slavsoldater.
Under islams första sekler var definitionen av militärt slaveri oklar, då både slavar och före detta slavar kunde definieras som slavsoldater; vissa slavar stred som soldater i egenskap av muslimer snarare än för att de hade tilldelats denna roll som slavsoldater, vissa slavar frigavs sedan de hade stridit som soldater för islam, medan vissa före detta slavar blev soldater i de muslimska arméerna efter att de redan hade frigetts.  
Slavsoldater betecknades ofta som mawla, en term som i sig hade en oklar betydelse och kunde syfta både på slavar och före detta slavar. 
Utvecklingen av militärt slaveri är därför oklar, men det står klart att den expanderade kraftigt under Umayyadkalifatet. 
Slavsoldater deltog redan i Muhammeds första militära slag,  ofta mawla-konvertiter, och den afrikanska slaven Mihja har kallats den första muslimen som avled i ett militärt slag.
I Slaget vid Badr beräknas åtminstone 24 slav-mawla-soldater ha deltagit.